# 阮碩性
阮碩性（越南语：／；1877年—？年），越南阮朝官員。

## 生平
阮碩性是乂安省英山府南壇縣林盛總春羅村（今屬乂安省南壇縣春林社）人，嗣德三十年（1877年）出生。成泰十八年（1906年），阮碩性參加乂安場鄉試，考中舉人。次年（1907年），庭試考中副榜。後任德壽知府。